# Коффи, Ниа
Ниа Коффи (англ. Nia Coffey; род. 11 июня 1995 года в Сент-Поле, Миннесота) — американская профессиональная баскетболистка, выступает в женской национальной баскетбольной ассоциации за команду «Атланта Дрим». Была выбрана на драфте ВНБА 2017 года в первом раунде под пятым номером командой «Сан-Антонио Старз». Играет в амплуа лёгкого форварда. Кроме того выступает за команду женской национальной баскетбольной лиги «Таунсвилл Файр».

## Ранние годы
Ниа родилась 11 июня 1995 года в городе Сент-Пол, столице штата Миннесота, в семье Ричарда и Шебы Коффи, у неё есть брат, Амир, и сестра, Сидни, а училась в соседнем городе Миннетонка в средней школе Хопкинс, в которой играла за местную баскетбольную команду.